# 2008年中國網球公開賽
2008年中國網球公開賽是第10屆中國網球公開賽，是ATP巡迴賽中的一項賽事，於9月22日至9月28日在中國北京舉行

## 冠軍得主

### 男子單打
安迪·罗迪克 擊敗  杜迪·塞拉， 6-4, 66-7, 6-3
- 這是罗迪克今年的第3個冠軍，也是他生涯第26個冠軍。

### 女子單打
耶莱娜·扬科维奇 擊敗  斯维特拉娜·库兹涅佐娃， 6-3, 6-2
- 這是扬科维奇今年的第2個冠軍，也是生涯第7個冠軍。

### 男子雙打
斯蒂芬·胡斯 /  罗斯·哈钦森  擊敗  Ashley Fisher /  博比·雷諾德斯， 7-5 , 6-4

### 女子雙打
安納貝爾·米蒂娜·嘉利葛絲 /  卡露蓮·禾絲妮雅姬 擊敗  韩新云 /  徐一帆， 6-1, 6-3

## 外部連結
- 官方網址（页面存档备份，存于）
- 男子單打籤表[]
- 男子雙打籤表[]
- 男子外圍賽單打籤表[]
- 女子單打籤表